# リーダークライス 作品39 (シューマン)
リーダークライス（Liederkreis）作品39は、ドイツの作曲家ロベルト・シューマンが1840年に作曲した歌曲集。ドイツ・ロマン派の詩人ヨーゼフ・フォン・アイヒェンドルフの詩による全12曲からなる。
作品24のリーダークライスと区別して第2集と呼ばれることがある。

## 全曲のタイトルと解説
1. 異郷にて　In der Fremde
嬰ヘ短調　4分の4拍子
ハープを模したようなアルペッジョがピアノ伴奏の全曲に貫かれ、その上に故郷を離れ、異郷をさすらう者の心情が歌われる。このリーダークライスの第1曲は当初別の曲が置かれていたが、シューマンがこれと置き換えた。
2. 間奏曲　Intermezzo
イ長調　4分の4拍子
全曲がピアノのシンコペーションに貫かれ、愛する人の面影に対する賛美を歌う。
3. 森の対話　Waldesgespräch
ホ長調　4分の3拍子
この曲はドイツに古くから伝わるローレライ伝説を下敷きにしている。夜、深い森で魔女ローレライに出会ったものは、その森から二度と出られないのである。
曲は狩人の若者と魔女ローレライとの対話の形式で書かれ、若者は狩の角笛（Waldhorn）であらわされ、ローレライはなまめかしい分散和音で示される。
4. 静けさ　Die Stille
ト長調　8分の6拍子
この詩にはメンデルスゾーンも曲を付けており、そちらは「誰も知らない」という歌いだしのタイトルで知られている。
5. 月の夜　Mondnacht
ホ長調　8分の3拍子
調性をぼかした始まり方で、極めて繊細な夜の情景を描いている。
6. 美しき異郷　Schöne Fremde
7. 古城にて　Auf einer Burg
8. 異郷にて　In der Fremde
9. 悲しみ　Wehmut
10. たそがれ　Zweilicht
11. 森の中で　Im Walde
12. 春の夜　Frühlingsnacht